# Olsen Brothers
Olsen Brothers je dánské pop rockové duo, které tvoří bratři Jørgen Olsen (* 15. března 1950) a Niels „Noller“ Olsen (* 13. dubna 1954). Oba pocházejí z Odense. Proslavili se zejména tím, když v roce 2000 vyhráli soutěž Eurovision Song Contest, a to s písní Fly on the Wings of Love. Stali se druhým dánským interpretem, kterému se podařilo soutěž vyhrát. V den jejich vítězství bylo Jørgenu Olsenovi 50 let a 61 dní, což z něj udělalo nejstaršího umělce, který soutěž vyhrál (rok poté mu však rekord odňal nový vítěz Dave Benton). Svou první kapelu The Kids založili bratři již v roce 1965, roku 1967 jako The Kids vydali první albu. Pod názvem Olsen Brothers vystupují od roku 1972, tehdy také vydali první desku nazvanou Olsen. Prodali přibližně 3,2 milionu alb, 1,5 milionu singlů a 2,7 milionu kompilací. Mezi jejich fanoušky patří i Cliff Richard (který s nimi roku 2009 nazpíval píseň Look Up Look Down) nebo bývalý člen Abby Björn Ulvaeus. V roce 2019 bratři přerušili svou hudební kariéru poté, co byla Nielsovi diagnostikována rakovina mozku. V roce 2020 Niels oznámil vyléčení, k hudebním produkcím se však bratři zatím nevrátili.

## Diskografie

### Alba
- Olsen (1972)
- For What We Are (1973)
- For the Children of the World (1973)
- Back on the Tracks (1976)
- You're the One (1977)
- San Francisco (1978)
- Dans - Dans - Dans (1979)
- Rockstalgi (1987)
- Det Stille Ocean (1990)
- Greatest and Latest (1994)
- Angelina (1999)
- Wings of Love (2000)
- The Story of Brødrene Olsen (2000)
- Rockstalgi (2001)
- Neon Madonna (2001)
- Walk Right Back (2001)
- Songs (2002)
- Weil Nur Die Liebe Zählt (2003)
- More Songs (2003)
- Our New Songs (2005)
- Celebration (2005)
- Respect (2008)
- Wings of Eurovision (2010)
- Brothers to Brothers (2013)